# 2017年自由民主党党首選挙
2017年自由民主党党首選挙は、2017年に開催された、イギリスの自由民主党の党首選挙である。同年6月の下院総選挙の結果を受けてティム・ファロン党首が辞任したことに伴い告示された。7月20日の立候補締め切りまでに元ビジネス・イノベーション・技能大臣のヴィンス・ケーブル下院議員のみが立候補したことから、無投票でケーブルが選出された。

## 背景
2017年の総選挙において自由民主党は、改選前から4議席増の12議席を獲得し、下院第4党の座を維持したが、得票数は前回選挙をさらに下回る結果に終わった。2015年の総選挙で落選したエド・デイヴィーやジョー・スウィンソンが議席を奪い返したものの、元党首ニック・クレッグが落選した。
党首ティム・ファロンはウェストモーランド・アンド・ロンズデール選挙区で辛うじて再選したものの、選挙結果の責任を取り党首を辞任することを発表した。ファロンは7月20日まで党首を務めた後、無投票で当選したヴィンス・ケーブルに党首職を引き継いだ。

## 選挙方法
この党首選挙の日程は、自由民主党規則第17条4項に基づき、党の執行委員会が決定した。
党首選挙では即時決選投票方式が採用され、全党員に1人1票を与えられた。候補者は自由民主党の所属でなければならず、また自由民主党規則第17条5項において国会議員であるという要件が定められていた。加えて、
- 下院における他の自由民主党議員の10パーセント以上（この選挙では2人以上となる）の支持
- 20以上の地方政党から200人以上の支持

を受けることが求められた。

## 日程
この選挙の日程は次の通り。
| 6月25日 | 立候補届出の開始                                                          |
| 7月20日 | 立候補締切（午後4時）                                                     |
| 8月16日 | 投票用紙発送                                                              |
| 9月11日 | 投票用紙の返送締切（郵送および現地投票は午後5時締切、電子投票は深夜締切） |
| 9月13日 | 確認、集計、当選者の発表                                                  |

## 選挙活動
ブックメーカーの期待を集めたジョー・スウィンソン議員は6月18日に不出馬を表明。彼女は副党首選挙に立候補しており、今は副党首を目指すことに集中していると述べた。スウィンソンは6月20日に無投票での副党首就任を決めた。これによりエド・デイヴィー議員やノーマン・ラム議員、そしてヴィンス・ケーブル議員が有力候補となり、6月20日にケーブルが立候補を表明した。
いくつかの情報筋は、スウィンソンはケーブルの年齢や他の党首候補の能力を考慮した上で、2年から3年のうちに自身に党首の座を引き渡してくれることを期待し、ケーブルを支持することを選択したのだと伝えた。デイリー・テレグラフ紙はスウィンソンとケーブルがこの将来像に関する取引に合意したと報じた。両者はともにこの報道を否定したが、ケーブルはテレグラフ紙に対して「もし仮に私が3年後、党首の座を誰かに譲ることを決めたとしましょう。そうしたならば、スウィンソン議員は間違いなく後任に就くことを目指すでしょう。それは疑いようのない事実であります」と答えた。
ノーマン・ラム議員は前回の党首選挙において、メンタルヘルス分野での活動が評価された。彼は中道派と見なされ、イギリスのEU離脱に明確な反対を示さなかった。彼はイギリスが欧州連合条約第50条（欧州連合からの脱退）を発動することについての決議に棄権したことで、潜在的な親EU派とも評価された。ラムは党首選挙への不出馬を表明し、ガーディアン紙にてEU離脱是非を問う国民投票に対して自由民主党が良好に関与できるように提言した。
エド・デイヴィー議員は当初よりスウィンソン支持を示していた。彼は自由民主党右派議員による提言集「オレンジブック」 (The Orange Book: Reclaiming Liberalism) に寄稿者として参加していた。デイヴィーは6月27日に党首選挙へ立候補しない旨を発表し、その理由として「幼い子供たちの近くにいることが必要であり、家を頻繁に離れることはできない」と説明した。
デイヴィーの不出馬発表後、ガーディアン紙は「候補者の受付は来月まで続くが、ケーブルが唯一の候補であり、他の自由民主党議員が名乗りを上げる可能性は皆無である」と言及した。7月3日までに、ヴィンス・ケーブルを除く自由民主党議員11名のうち10名が不出馬を宣言した。意思表明をしていない残り1名は新人議員のクリスティン・ジャーディンであった。ケーブルは7月14日に、自由民主党の全議員からの信任を受けたと発表した。

## 候補者
- ヴィンス・ケーブル - 下院議員。トゥイッケナム選挙区（英語版）選出（1997年–2015年、2017年–）。自由民主党副党首（英語版）（2006年–2010年）。ビジネス・イノベーション・技能大臣（2010年–2015年）。自由民主党財務報道官（2003年–2010年、2017年–）。[25]

下院議員
- トム・ブレイク[17]
- ステファン・ロイド[26]
- ジェイミー・ストーン[17]

## 世論調査

### 立候補締切前
以下の調査は立候補者の締切前に実施されたものであり、実際には立候補しなかった候補者も含まれている。
| 調査日 | 調査者 | 標本数 | ジョー・スウィンソン | ノーマン・ラム   | ヴィンス・ケーブル          | エド・デイヴィー | レイラ・モラン | その他 |   |   |     |
| ------ | ------ | ------ | -------------------- | ---------------- | --------------------------- | ---------------- | -------------- | ------ | - | - | --- |
| 調査日 | 調査者 | 標本数 | 6月                  | Lib Dem Newswire | 2,209 名 （自由民主党党員） | 57%              | —              | —      | — | — | 43% |
| —      | 30%    | 29%    | 6月                  | Lib Dem Newswire | 2,209 名 （自由民主党党員） | 18%              | 8%             | 15%    |   |   |     |
| —      | 52%    | 48%    | 6月                  | Lib Dem Newswire | 2,209 名 （自由民主党党員） | —                | —              | —      |   |   |     |
| —      | —      | 57%    | 6月                  | Lib Dem Newswire | 2,209 名 （自由民主党党員） | 43%              | —              | —      |   |   |     |

## 結果
2017年7月20日午後4時に立候補者の受付が締め切られ、唯一の立候補者であったヴィンス・ケーブルが自由民主党の新党首として宣言した。

## 備考
1. ↑  他の候補者はいずれも15パーセントに満たず。